# Jacquemart (Uhr)

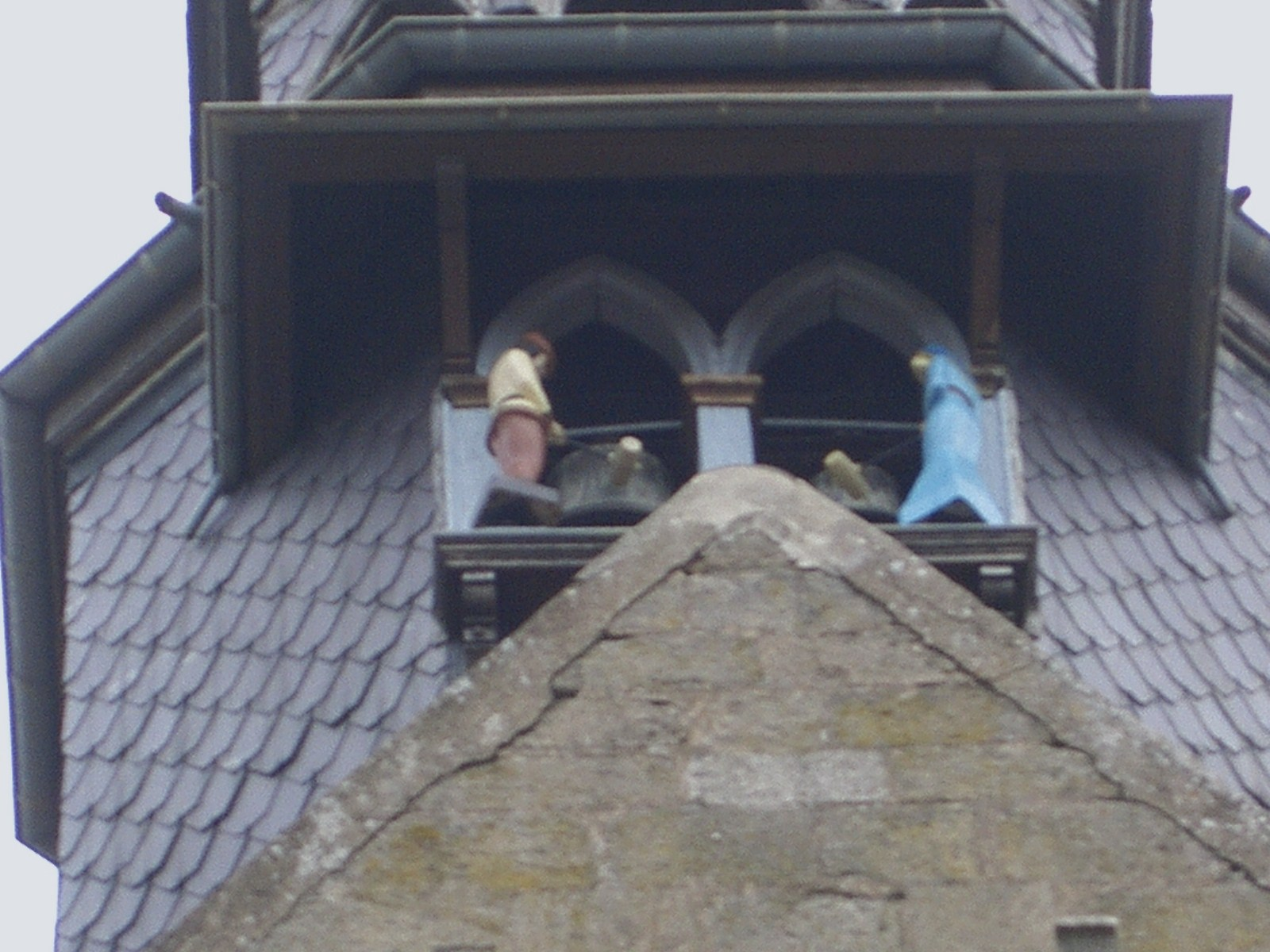
Jacquemart in Nolay, Côte-d’Or, Burgund

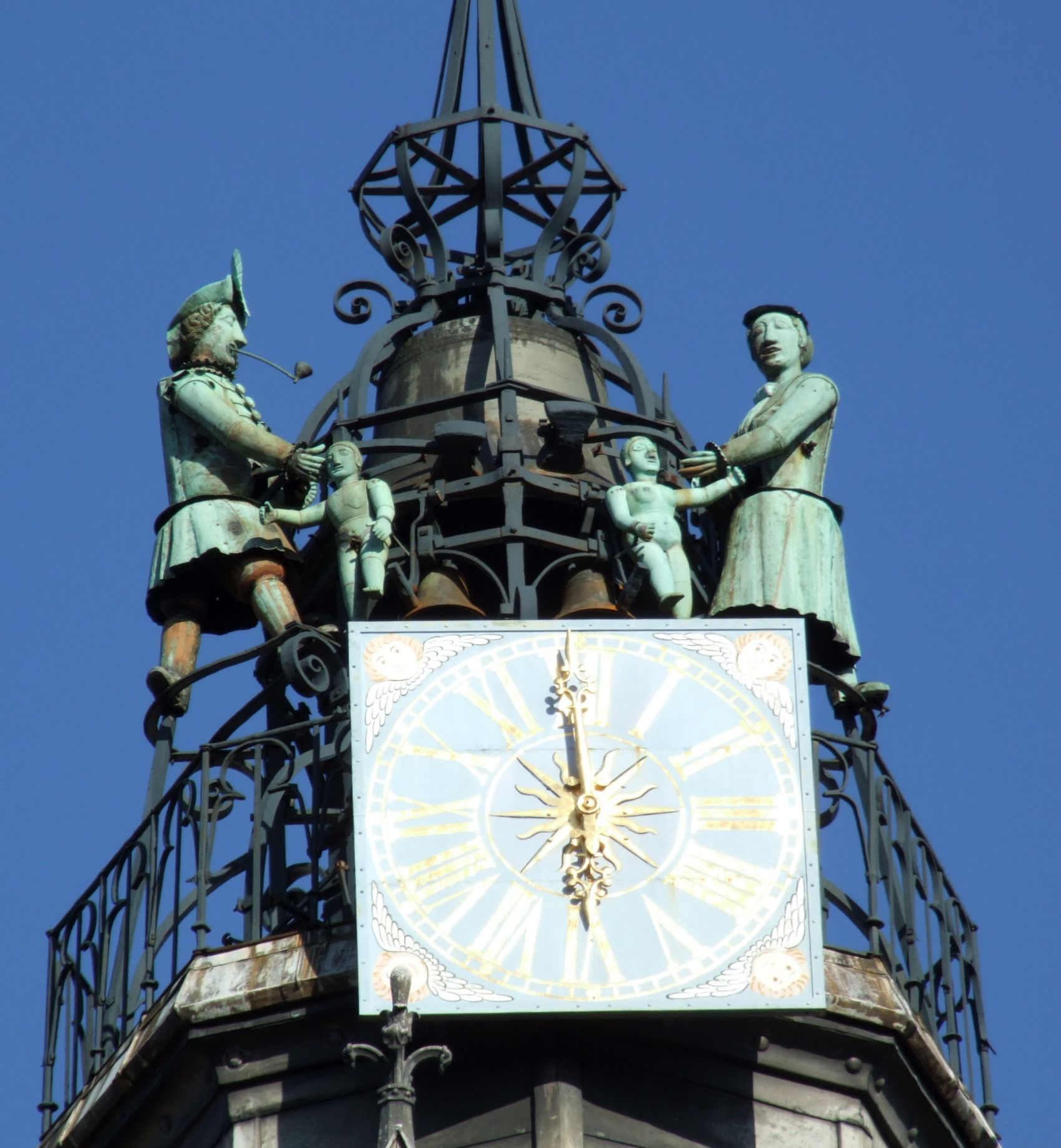
Jacquemart und Familie an der Kirche Notre-Dame in Dijon, Burgund

Jacquemart (Kofferwort aus französisch Jacques (Jakob) und marteau (Hammer)) ist die Bezeichnung für eine Männerfigur, die bei großen Turmuhren mit dem Hammer eine Glocke anschlägt (Glockenschläger, meistens ein Stundenschläger). Bisweilen wird Jacquemart begleitet von einer weiblichen Jacqueline und seinen beiden Kindern Jacquelin und Jacquelinette.

## Etymologie
Ob der auch im deutschsprachigen Raum gebräuchliche Ausdruck Jacquemart auf einen „Mechanicus“ oder auf einen Glockenspieler mit Namen „Jacquemart“ zurückgeführt werden kann, ist unklar.

## Andere Namen
- Quarter Jack (engl.)
- Jean de Nivelles (belg.)

## Legende
Vom Jacquemart der Kathedrale Saint-Alain in Lavaur ist überliefert, dass er von einem Gefangenen konstruiert worden sein soll, der dazu verurteilt worden war, stündlich die Kirchenglocke zu läuten. In den langen Pausen dazwischen habe er einen Automaten gebaut und sei verschwunden.

## Verbreitung

### Deutschland
- Krochhochhaus, Leipzig
- Deiterhaus, Essen

### Belgien
- Jean de Nivelles von der Stiftskirche St. Gertrud (Nivelles) (15. Jh.)
- Königliche Bibliothek Belgiens auf dem Mont des Arts in Brüssel
- Sint-Pieters-Kirche in Löwen
- Belfried von Kortrijk
- Musée gaumais in Virton; der Jacquemart wurde im Jahr 1968 im ehemaligen Rekollektenkonvent installiert

### Frankreich
- Kollegiatkirche von Auffay, Département Seine-Maritime mit zwei Jacquemarts: „Houzou Bénard“ und „Paquet Sivière“
- Rathaus von Avignon in einem gotischen Turm
- Rathaus von Benfeld, Département Bas-Rhin
- Kirche Sainte-Madeleine in Besançon
- Rathaus von Brebières, Département Pas-de-Calais
- Rathausturm von Cambrai, mit zwei Jacquemarts: „Martin“ und „Martine“
- Kathedrale Notre-Dame-de-l'Assomption de Clermont in Clermont-Ferrand mit dreifigurigem Jacquemart „Mars“, „Zeit“ und „Faun“
- Rathaus von Compiègne (Département Oise) mit drei Jacquemarts (Picantins)
- Kirche Notre-Dame in Dijon
- Der Jacquemard (mit d) von Lambesc bei Aix-en-Provence
- Kathedrale Saint-Alain in Lavaur
- Metzig-Turm in Molsheim, Elsass
- Uhrenturm (auch Tour Jacquemart) in Moulins, Département Allier mit 4 Personen
- Der mandarin auf dem Rathausplatz in Nîmes
- Kirche Saint-Martin in Nolay, Département Côte-d’Or
- Der Tour Jacquemart in Romans-sur-Isère, Département Drôme
- Kirche Saint-Cyr in Sargé-sur-Braye, Département Loir-et-Cher
- Der „Schmied“ auf dem Rathausplatz von Thiers, Département Puy-de-Dôme
- Kirche Notre-Dame in Feurs, (Département Loire)

### England
- Wimborne Minster, Dorset
- Kathedrale von Wells

### Italien
- Torre dell’Orologio (Uhrenturm) auf dem Markusplatz, Venedig
- Uhrenturm auf dem Rathaus von Triest

## Literarische Bearbeitung
Im Werk William Shakespeares finden sich mehrere Erwähnungen eines Glockenschlägers (Quarter Jack). Im Drama Richard III (IV, ii) vergleicht der König seinen Komplizen, Buckingham, mit einem Quarter Jack, weil dieser durch seine wiederholten Störungen sein Nachdenken unterbricht:
Like a Jack thou keep'st the stroke

Betwixt thy begging and my meditation.